# خنریک یابوینسکی
خنریک یان یابوینسکی (لهستانی: Henryk Jan Jabłoński؛ ۲۷ دسامبر ۱۹۰۹ – ۲۷ ژانویه ۲۰۰۳) تاریخ‌نگار و سیاست‌مدار اهل لهستان بود. یابوینسکی بین سال‌های ۱۹۷۲ تا ۱۹۸۵ «رئیس شورای امور خارجه جمهوری مردمی لهستان» بود
وی همچنین برنده جوایزی همچون لژیون دونور (صلیب بزرگ) شده است.